# Brilliance BS6
Brilliance BS6 — переднеприводной среднеразмерный легковой автомобиль  выпускаемый китайской автомобилестроительной компанией Brilliance China Auto в 2000—2011 годах.

## Описание
Автомобиль Brilliance BS6 впервые был представлен в декабре 2000 года под названием Brilliance Zhonghua. В 2006 году автомобиль проходил краш-тест Euro NCAP. В Европе автомобиль стоил 18000 евро.
Всего было продано 548 автомобилей Brilliance BS6.
Производство завершилось в 2011 году.

## Галерея

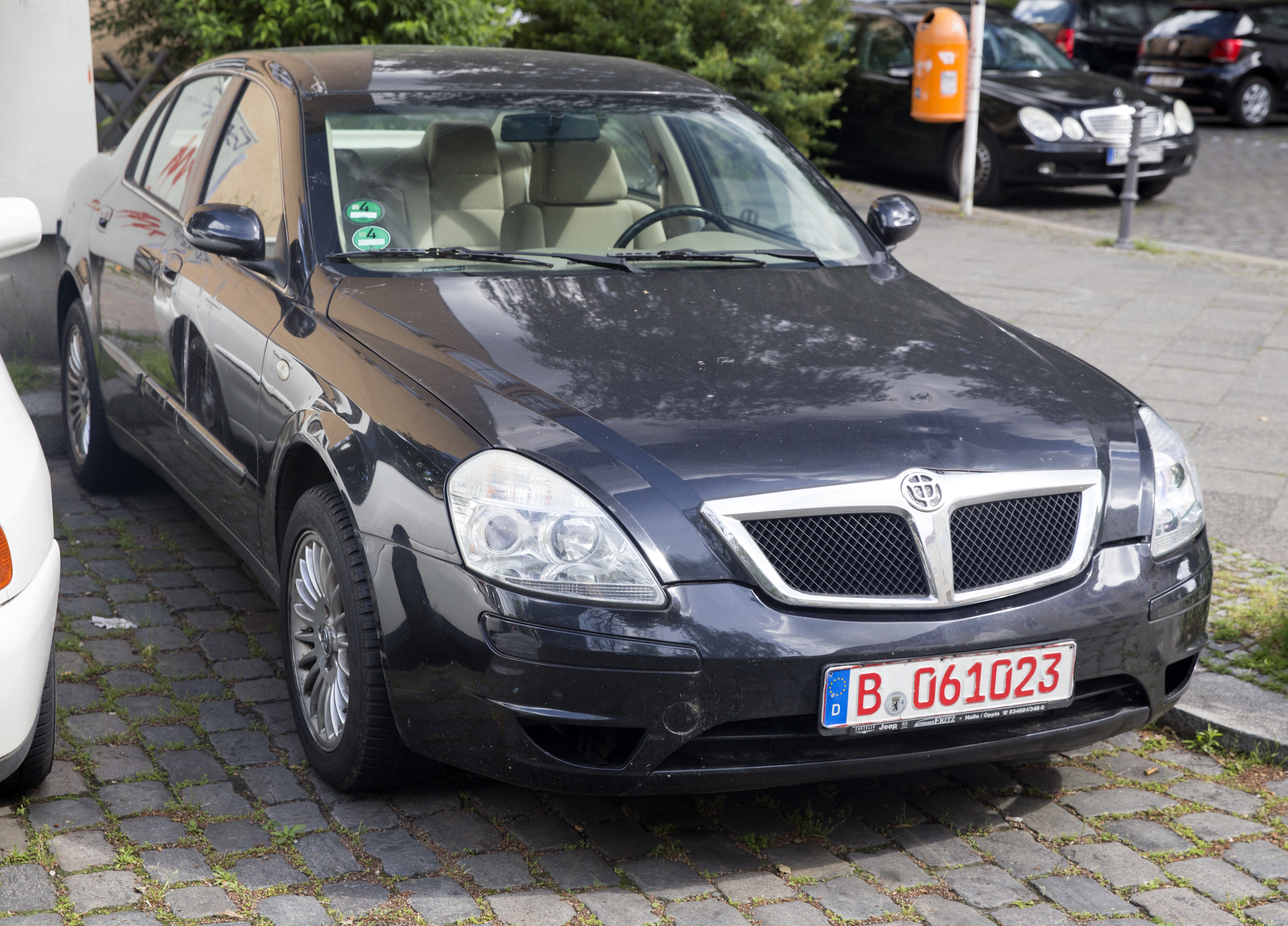
Brilliance BS6 в Германии
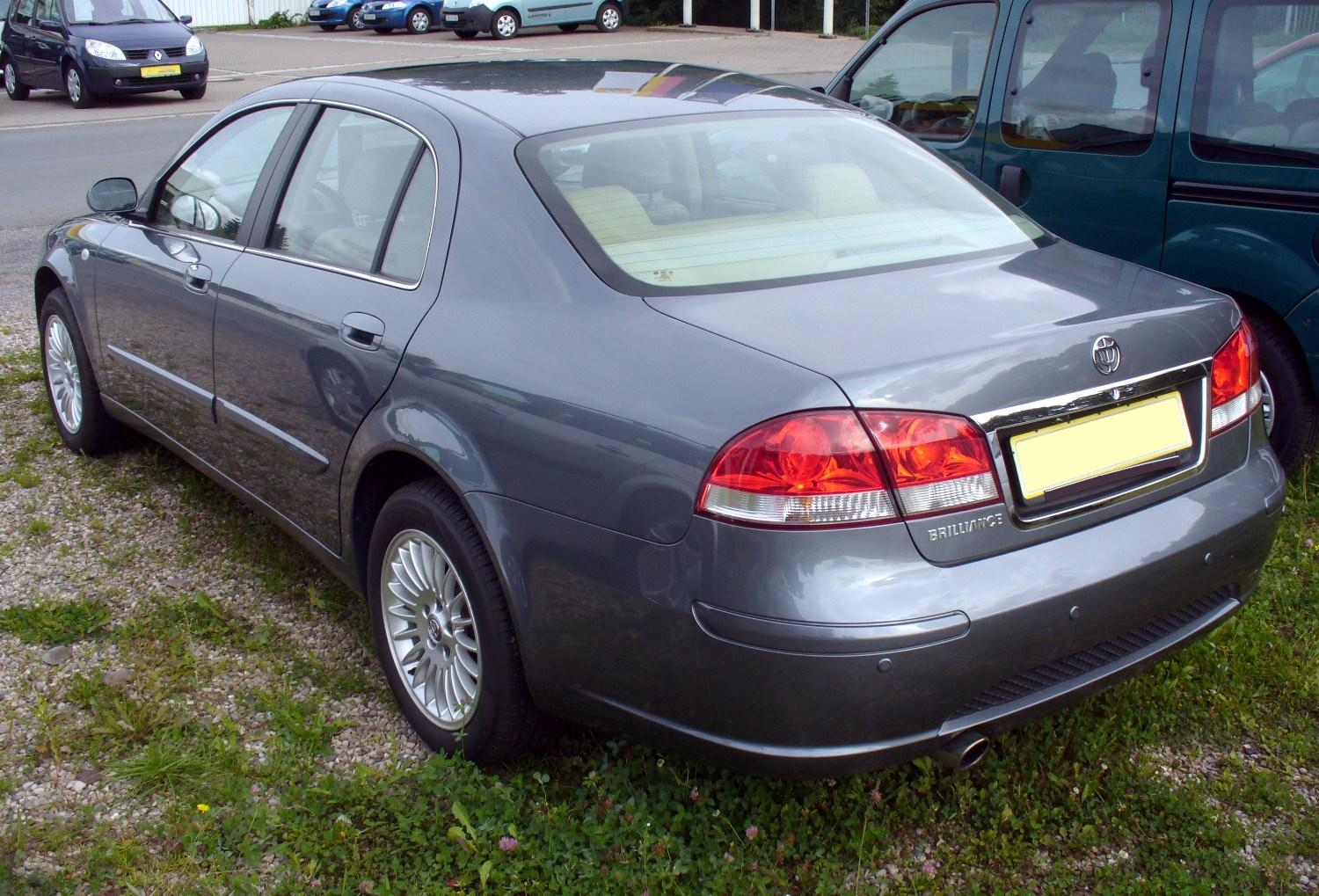
Brilliance BS6
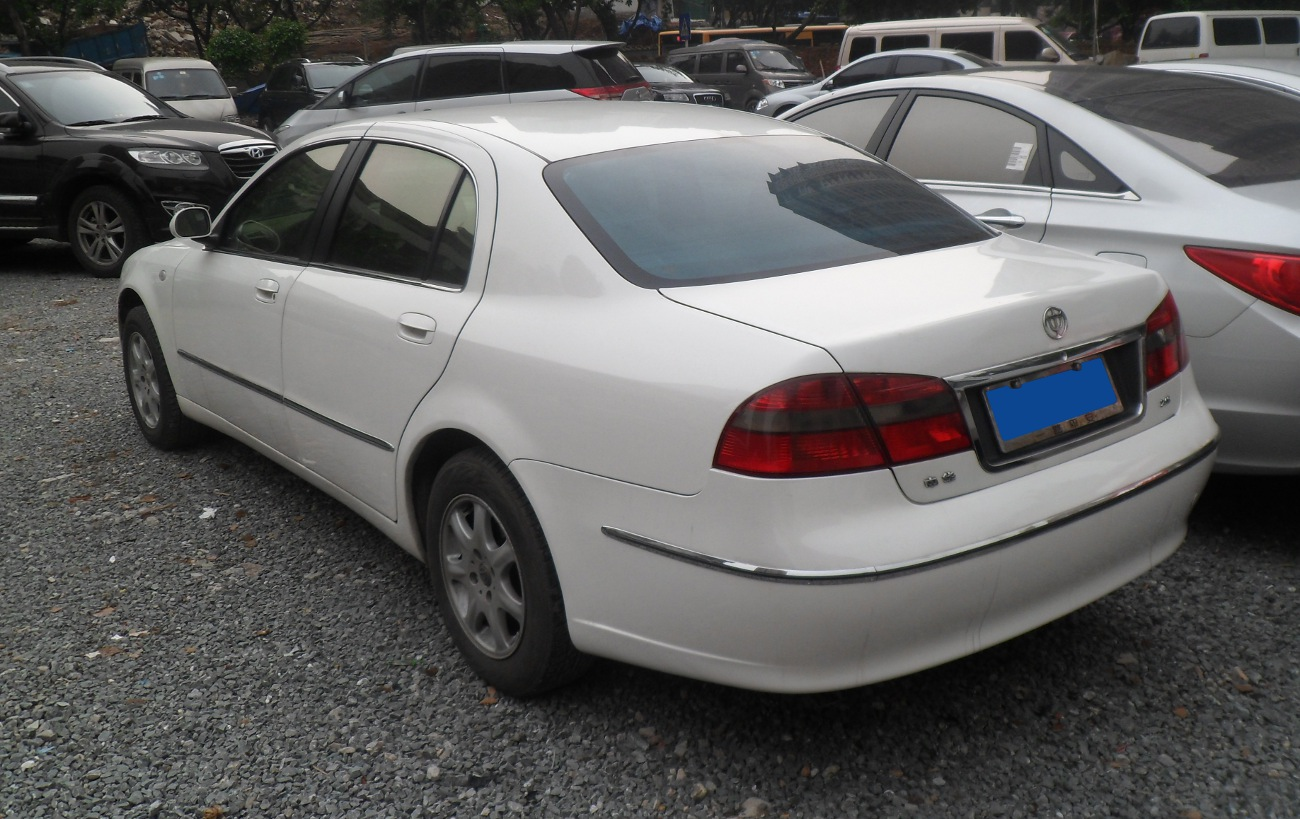
Brilliance Zunchi
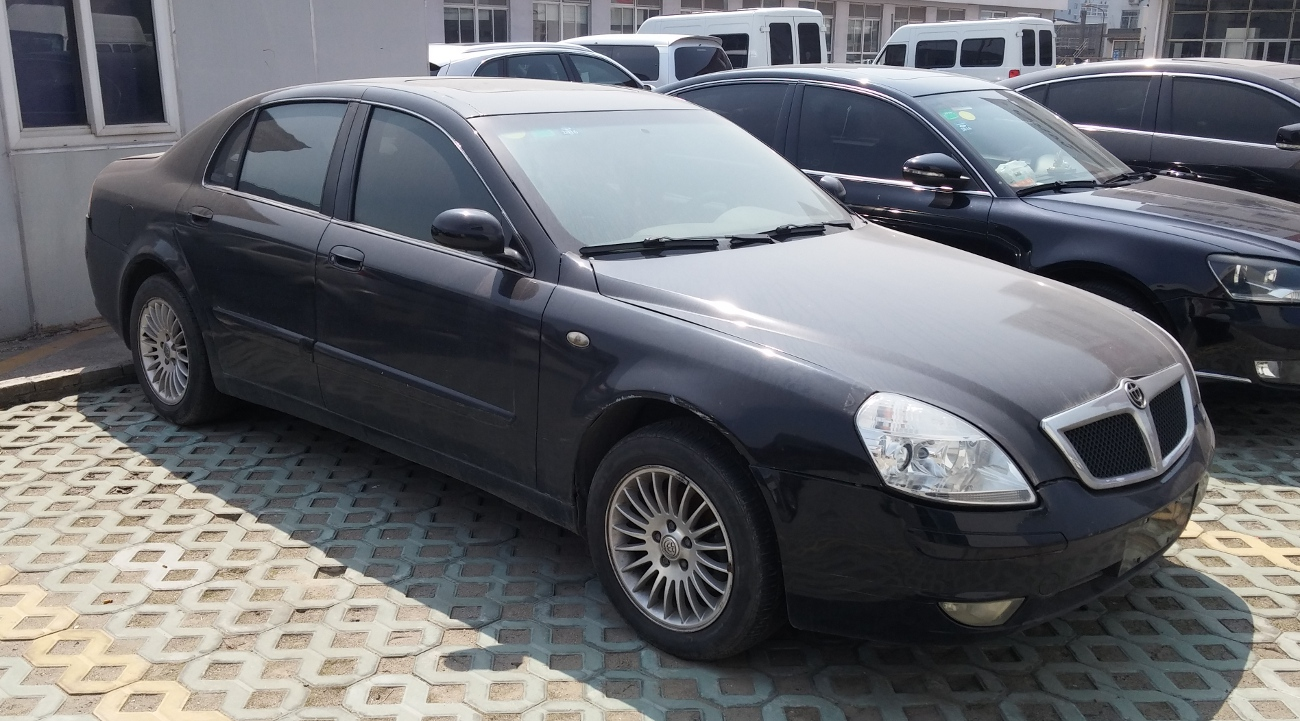
Первый фейслифтинг
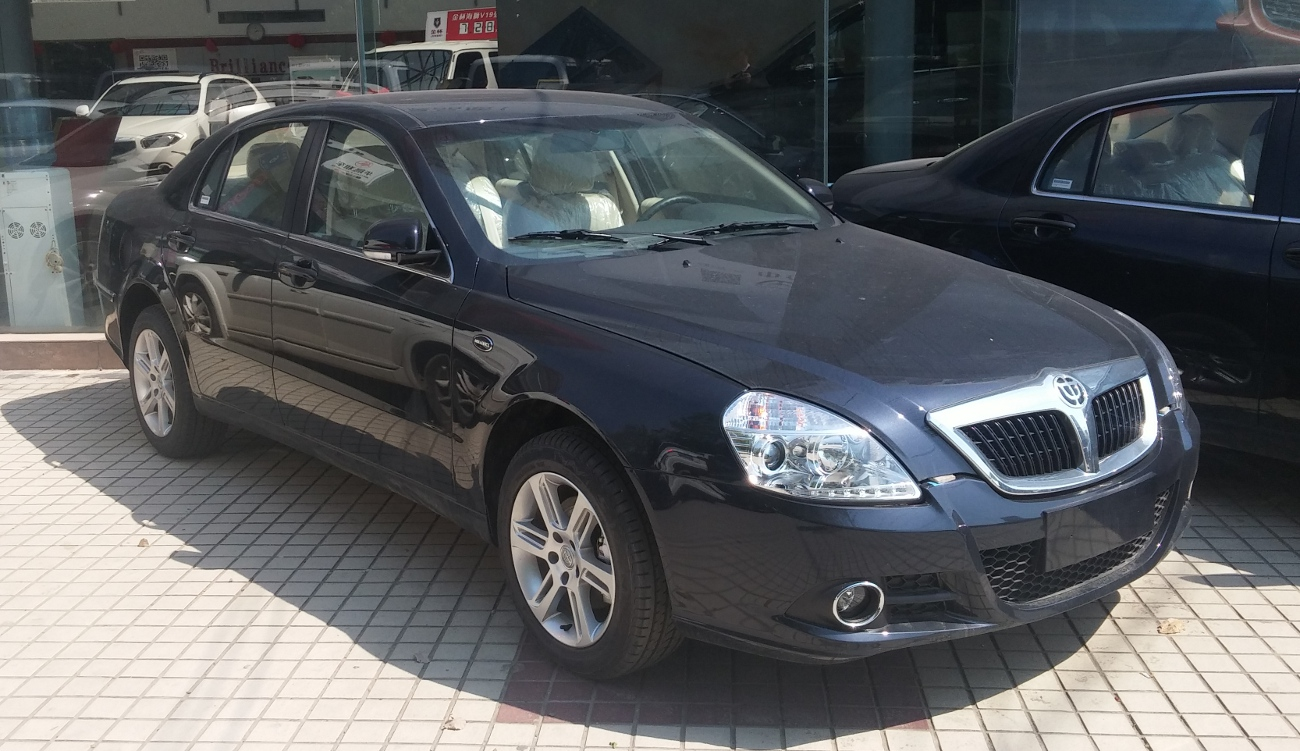
Второй фейслифтинг